# Dvara-nikája
A dvara-nikája (burmai: မဟာဒွာရနိကာယ, IPA: məhà dwàɹa̰ nḭkàja̰, vagy más néven Mahádvaja-nikája vagy Mahádvara-nikája) burmai buddhista egyházi szervezet, amelyhez mintegy három-négyezer szerzetes (bhikkhu) tartozik, elsősorban Alsó-Burmában. Ez a rend szigorúan betartja a buddhista vinajában szereplő tanokat. A 19. század közepén alapított rend az ország kilenc hivatalosan elfogadott egyházi rendje közé tartozik, az 1990-es szanghákról rendelkező törvény értelmében.

## Története
A dvara rend alapítására nagy hatással voltak a Srí Lankán végrehajtott 19. századi reformok. A dvara rendet 1855-ben alapították a thudhamma renddel való vita okán, hogy pontosan mit tartozik az ún. szima (burmai: သိမ် vagy thein) buddhista szertartások közé, például a szanghába történő beavatás.
1900-ban és 1918-ban viták miatt két másik csoport vált ki a dvara-nikájából, az anaukcsaung dvara (အနောက်ချောင်းဒွာရ), majd a mula dvara (မူလဒွာရ).